# Lema de Dehn
En topologia de 3-varietats hi ha un resultat anomenat Lema de Dehn, intuït per Max Dehn en els anys trenta però només demostrat a finals dels cinquanta per Christos Papakyriakopoulos. L'enunciat és:
Sigui {\displaystyle f\colon D^{2}\to M} un mapeig continu d'un disc a una 3-varietat. Suposem que {\displaystyle f^{-1}f\partial D^{2}=\partial D^{2}}; llavors hi ha un encaix {\displaystyle g\colon D^{2}\to M} tal que la restricció
{\displaystyle g|{}_{\partial D^{2}}} és igual a {\displaystyle f|{}_{\partial D^{2}}}.
Papakyriakopoulos no només va demostrar el lema sinó que el va generalitzar en l'anomenat
Teorema del bucle. La demostració utilitza una enginyosa construcció d'espai revestiment anomenada the tower construction.